# Paepalanthus phelpsiae
Paepalanthus phelpsiae är en gräsväxtart som beskrevs av Harold Norman Moldenke. Paepalanthus phelpsiae ingår i släktet Paepalanthus och familjen Eriocaulaceae. Inga underarter finns listade i Catalogue of Life.